# گوتیه
وتر «والی» د باکر (به انگلیسی: Wouter "Wally" De Backer) (متولد ۲۱ مه ۱۹۸۰)، که با نام مستعار گوتیه (به انگلیسی: Gotye) شناخته می‌شود. خواننده بلژیکی-استرالیایی از ترانه‌های معروف وی کسی که می‌شناختم است.
او تاکنون پنج جوایز موسیقی ای‌آرآی‌ای برنده شده‌است و یک بار نیز نامزد جایزه‌ام‌تی‌وی گشته‌است.
صدای او را با خوانندگانی چون استینگ و پیتر گابریل مقایسه کرده‌اند. او تا کنون سه آلبوم منتشر کرده‌است که یکی از آن‌ها ریمکس آهنگ‌های آلبوم اولش است.

## زندگی‌نامه
گوتیه متولد شهر بروژ در بلژیک است. وقتی دو ساله بود همراه خانواده به استرالیا مهاجرت کرد. ابتدا در سیدنی ساکن شدند و بعدها به ایالت ویکتوریا نقل مکان کردند. والدینش هنگام ثبت نام او در مدرسه تلفظ انگلیسی نامش یعنی والتر را برایش برگزیدند. او از کودکی علاقه خود را به موسیقی نمایان ساخت و به فراگیری چندین آلت موسیقی و در راس آن‌ها پیانو و درامز پرداخت.
او در دبیرستان اقدام به تشکیل یک گروه موسیقی کرد که بعد از اتمام دبیرستان همه اعضا بجز لوکاس تارانتو از او جدا شده و مسیر زندگی خود را در پیش گرقتند.
در سال ۲۰۰۱ والدینش به خانه جدیدی نقل مکان کردند که او فضای کافی برای درس خواندن داشته باشد. دو نفر از دوستانش به عنوان همخانه به آنجا نقل مکان کردند و خانه در واقع به محلی برای تمرین و نواختن موسیقی تبدیل شد. این اولین پایه‌های شکل‌گیری گوتیه بود. در همان ایام یکی از همسایه‌ها که صدای تمرین آن‌ها را شنیده بود، از علاقه آن‌ها به موسیقی مطلع شد و مجموعه صفحه‌های موسیقی همسر متوفی خود را در اختیارشان گذاشت.

## آثار

### Boardface
گوتیه در سال ۲۰۰۱ با استفاده از نمونه‌های ریتم و اصوات اولین آلبوم خود را با چهار قطعه منتشر کرد. او پنجاه نسخه از این آلبوم تکثیر کرد و نام قطعات و دفترچه جلد سی-دی را با دستخط خودش آماده کرد و برای اولین بار نام گوتیه را به کار برد. آلبوم را به تمام شبکه‌های رادیویی و استودیوهای ضبط موسیقی که می‌شناخت فرستاد و بعد با تماس تلفنی مطمئن شد که آلبوم به دستشان رسیده‌است. بازخورد مثبتی که از این آلبوم به گوشش رسید او را به ادامه کار امیدوار کرد و اعتماد به نفسش را برای تولید کارهای جدیدتر افزایش داد.

### Like Drawing Blood

Making Mirrors

در سال ۲۰۰۴ والدینش خانه‌ای را که او در آن ساکن بود فروختند و او مجبور به نقل مکان به مکانی جدید شد. کاری موقت در کتابخانه پیدا کرد و همچنان به ضبط آثار موسیقی ادامه داد. در این سال‌ها چندین بار مجبور به نقل‌مکان به خانه‌های جدید شد و هر بار مجبور بود استودیوی خانگی خود را با تجهیزات آکوستیک دوباره برپا کند. نتیجه این سال‌ها آلبومی بود تحت عنوان
Like Drawing Blood. این نام به نوعی اشاره به سختیهایی بود که در این مدت برای ضبط آثارش در اثر نقل‌مکانهای زیاد متحمل شده بود.
این آلبوم موفقیت و معروفیت بیشتری در استرالیا برایش به همراه آورد و چندین جایزه نیز به خود اختصاص داد.

### Making Mirrors
بعد از موفقیت آلبوم Like Drawing Blood و در ماه مارس ۲۰۱۱ سومین آلبوم خود با عنوان Making Mirrors را ضبط کرد. نام آلبوم الهام گرفته از یکی از آثار هنری پدرش بود که آن را در میان روزنامه‌ها و کاغذهای قدیمی پیدا کرده بود. او از نسخه ویرایش‌شده همین اثر (به کمک فوتوشاپ) به عنوان تصویر روی جلد آلبوم استفاده کرد.
انتشار آلبوم چندین بار به تأخیر افتاد تا اینکه نهایتاً در تاریخ ۱۹ اوت ۲۰۱۱ در یک فستیوال گرافیک در اپرا هاوس سیدنی منتشر شد. آلبوم موفقیت‌های زیادی کسب کرد. تک‌آهنگ «کسی که می‌شناختم» به سرعت به رده اول بیلبوردهای موسیقی در سراسر دنیا راه پیدا کرد.